# Emanuel Libman
Emanuel Libman (* 22. August 1872 in New York City; † 28. Juni 1946 ebenda) war ein US-amerikanischer Internist.

## Leben
Libman wurde in eine jüdische New Yorker Familie geboren. Sein Medizinstudium schloss er 1894 an der Columbia University ab. Er arbeitete im Verlauf am Mount Sinai Hospital als Internist. 1896 unternahm Libman eine ausgedehnte Forschungsreise nach Europa, die ihn u. a. ins Labor von Theodor Escherich führte. Ab 1897 war er erneut in verschiedenen Positionen am Mount Sinai Hospital tätig. 1910 wurde er zum associate professor an der Columbia University berufen. 1925 trat er in den Ruhestand.
Emanuel Libman forschte zur Anwendung von Blutkulturen in der Diagnostik von Krankheiten. 1904 begründete er eine Abteilung für Bakteriologie und Serologie am Mount Sinai Hospital. Zahlreiche Arbeiten Libmans beschäftigten sich mit Endokarditis. 1924 beschrieb er mit Benjamin Sacks eine Arbeit zu einer abakteriellen Form der Erkrankung, die heute als Libman-Sacks-Endokarditis bezeichnet wird.
Libman war ein überregional bekannter Arzt. Zu seinen Patienten zählten Sarah Bernhardt, Gustav Mahler und Albert Einstein. Time porträtierte ihn mit einem Titel-Beitrag, ebenso erschien ein Artikel über ihn im The New Yorker.
Der Nachlass Libmans, darunter umfangreiche schriftliche Korrespondenz, wird in der National Library of Medicine aufbewahrt.

## Veröffentlichungen (Auswahl)
- mit Benjamin Sacks: A hitherto undescribed form of valvular and mural endocarditis. In: Arch Intern Med Band 33, Nummer 6, Juni 1924, S. 701-37, doi:10.1001/archinte.1924.00110300044002.